# Pärnumaa
Pärnu (estisk: Pärnu maakond), eller Pärnumaa,  er et af Estlands 15 amter (maakond) og er beliggende i den sydvestlige del af  landet. Pärnu grænser til Läänemaa og Raplamaa i nord, Järvamaa og Viljandimaa i øst, Letland i syd og Rigabugten i vest.

## Kommuner
Amtet  er inddelt i 7 kommuner. Det er en bykommune (estisk: linnad) og seks landkommuner (estisk: vallad).
Bykommune
- Pärnu

Landkommuner:
- Häädemeeste
- Kihnu
- Lääneranna
- Pőhja-Pärnumaa
- Saarde
- Tori

58°25′00″N 24°35′00″Ø / 58.4167°N 24.5833°Ø